# Platydictya madurensis
Platydictya madurensis är en bladmossart som beskrevs av R. S. Chopra 1975. Platydictya madurensis ingår i släktet Platydictya och familjen Amblystegiaceae. Inga underarter finns listade i Catalogue of Life.